# Filipstad
Filipstad è una città della Svezia capoluogo dell'omonimo comune, conta 6.177 abitanti e si trova nella contea di Värmland.

## Storia
Filipstad ottenne il privilegio e lo status di città (stad) per Decreto Reale di Carlo IX di Svezia.
Il centro perse tale status nel 1694, dopo che un grande incendio distrusse anche la vicina foresta, lasciandone una parte che fu ritenuta all'epoca insufficiente per il sostentamento di un centro urbano in caso di ricostruzione. Nel 1835 Filipstad riottenne il titolo di città (stad) conservandolo fino alla riforma comunale del 1971. Da allora Filipstad è sede dell'omonimo Comune e, nonostante la modesta popolazione, conserva per ragioni storiche la denominazione di città; ciò anche la Statistiska centralbyrån (Ufficio svedese centrale di statistica) consideri come città solo i centri con una popolazione maggiore di 10.000 abitanti.

## Galleria d'immagini

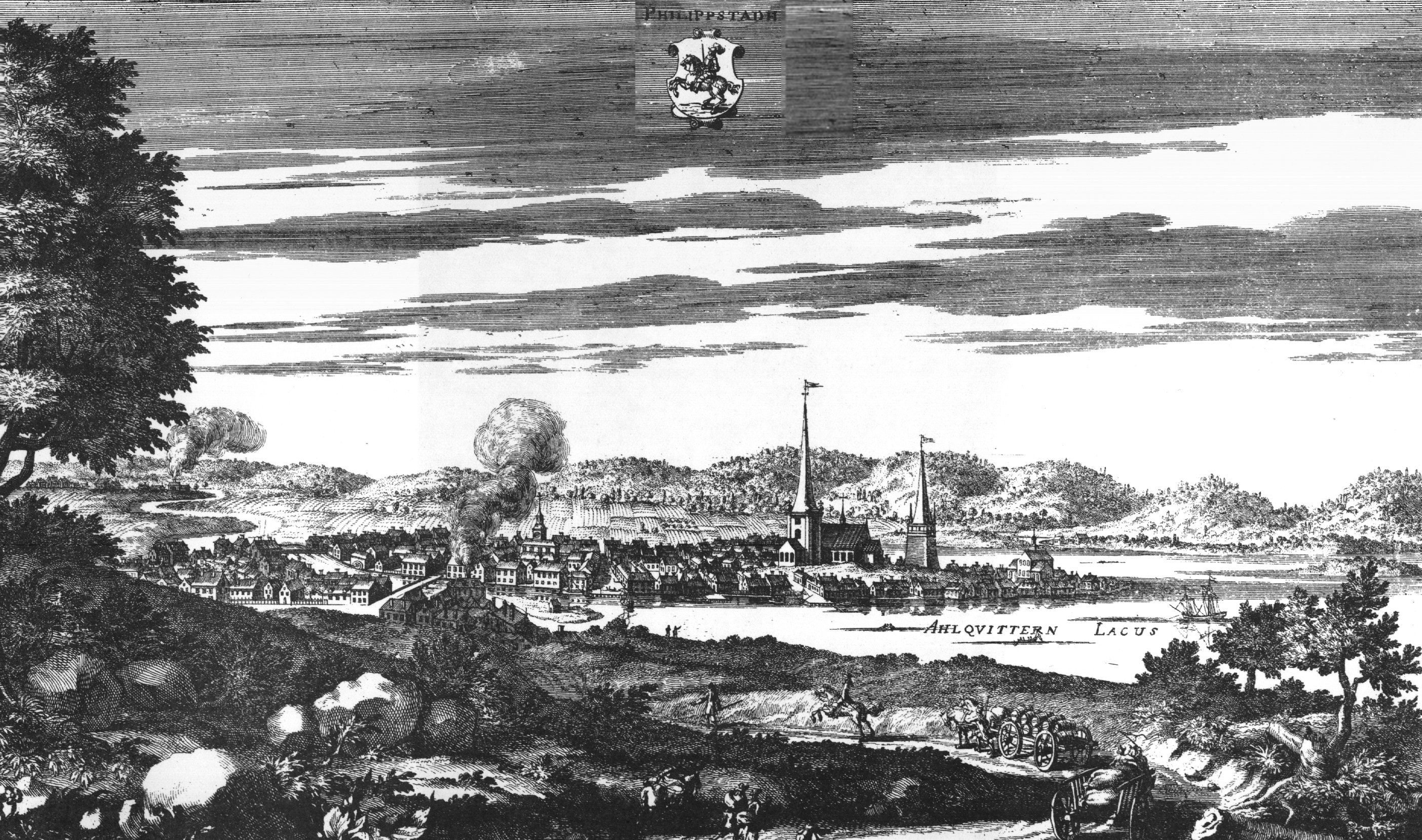
La città di Filipstad nel 1700